# Sillen
Sillen är en långsträckt sjö belägen ungefär 12,5 kilometer nordväst om Trosa i Gnesta kommun, Södertälje kommun och Trosa kommun i Södermanland och ingår i Trosaåns huvudavrinningsområde.

## Allmänt
Sjön är 20,8 meter djup, har en yta på 10 kvadratkilometer och befinner sig 8 meter över havet. Från sjöns södra del sker avrinning via Trosaån (Sättraån) som börjar sitt lopp här. Norra delen når upp till närheten av Gnesta. Sillens vatten är grumligt men sjön har ett gott fiske, särskilt på hösten då till exempel gös fiskas.
Bebyggelsen runt sjön är sparsam, men det finns spår av bosättning från järnåldern och framåt. Vid sjöns nordände återfinns en fornborg. På Sillens västra sida ligger det anrika före detta säteriet Mälby.

## Delavrinningsområde
Sillen ingår i delavrinningsområde (653709-159308) som SMHI kallar för Utloppet av Sillen. Medelhöjden är 30 meter över havet och ytan är 68,54 kvadratkilometer. Räknas de 68 avrinningsområdena uppströms in blir den ackumulerade arean 541,84 kvadratkilometer. Avrinningsområdets utflöde Trosaån (Sättraån) mynnar i havet. Avrinningsområdet består mestadels av skog (47 procent) och jordbruk (23 procent). Avrinningsområdet har 10,89 kvadratkilometer vattenytor vilket ger det en sjöprocent på 15,9 procent. Bebyggelsen i området täcker en yta av 1,28 kvadratkilometer eller 2 procent av avrinningsområdet.